# Виго (Верона)
Виго је насеље у Италији у округу Верона, региону Венето.
Према процени из 2011. у насељу је живело 159 становника. Насеље се налази на надморској висини од 479 м.